# Cecilia Salvai
Cecilia Salvai (Pinerolo, 2 de desembre de 1993) és una futbolista italiana que juga com a defensora a la Juventus de la Sèrie A i a la selecció italiana. Va representar Itàlia sub-19 al Campionat femení sub-19 de la UEFA de 2011. Juga principalment com a lateral esquerra, però també es desenvolupa com a central.

## Biografia
Amb 4 anys, Salvai va ser afectada pel limfoma de Hodgkin.
Salvai va començar la seua carrera professional amb el Canavese l'any 2008, i després d'una sola temporada es va traslladar a Torino, on es va convertir en una habitual del club torinenc. El lloc web de l'equip la va descriure com la jugadora amb més atractiu de la plantilla del Torino.
Abans de l'inici de la temporada 2012-13, es va traslladar al club suís Rapid Lugano, i va marxar al final de la temporada per tornar a Itàlia, ja que va signar amb el club veronés Bardolino Verona. L'11 de juliol de 2016, abans de la temporada 2016-17, es va incorporar a l'ACF Brescia Femminile. La temporada 2017/2018 fitxa per la Juventus, esdevenint una jugadora important.

## Carrera internacional

### Sub-19
Durant el campionat de 2011, Salvai va ser nomenat a l'onze titular del partit inaugural de la fase de grups contra Rússia. No va jugar en el segon partit de la fase de grups contra Suïssa, però va aconseguir el gol de l'empat contra Bèlgica en una victòria per 3-1 per a l' azzurra. Itàlia va arribar a les semifinals invicta, però finalment va perdre 2–3 davant Noruega.
També va ser convocada per a la primera ronda de classificació per al Campionat de 2012, i va ser titular els tres partits, mentre Itàlia va passar a la segona ronda de classificació, on, de nou, va ser habitual i va ser titular els tres partits. Itàlia, però, va quedar segona del seu grup i últim entre els subcampions i, per tant, no va passar al torneig final.

### Sub-20
Salvai va ser convocada per l'entrenador sub-20 italià Corrado Corradini per participar al Mundial de 2012, on va ser titular en els tres partits de la fase de grups. Com que Itàlia va quedar darrera del grup B, no va jugar cap altre partit.

### Absoluta
Salvai va debutar amb l'equip sènior el 19 de setembre de 2012, quan Itàlia es va enfrontar a Grècia en el partit de classificació final abans de l'Eurocopa Femenina de la UEFA 2013. Va començar els dos primers partits de la fase de grups contra Finlàndia i Dinamarca, però no va jugar contra Suècia, on Itàlia va passar als quarts de final.